# Катіна П
25°35′00″ пд. ш. 32°59′00″ сх. д. / 25.58333333° пд. ш. 32.98333333° сх. д.
Katina P — грецький нафтовий танкер, що перевозив 72 000 тонн нафти, який затонув біля узбережжя Мозамбіку 26 квітня 1992 року.

## Потоплення
7 квітня 1992 року капітан грецького судна під мальтійським прапором «Katina P» навмисно посадив судно на мілину за 40 кілометрів (25 миль) на північ від Мапуту, що в Мозамбіку, а потім покинув корабель. Танкер, який прямував з Венесуели в Перську затоку, втратив обшивку корпусу під час шторму. Дві цистерни судна розірвалися, і близько 13 000 тонн важкого мазуту №6 вилилось у Мозамбіцький канал. Ще 3 000 тонн витекло з судна, поки воно стояло на мілині.
Південноафриканський буксир John Ross, за контрактом з фірмою Pentow Marine, відбуксирував пошкоджений танкер до Мозамбікської протоки, де залишки нафти мали бути перелиті на інший танкер. Під час буксирування «Катіна П» перекинулася на корму і 26 квітня 1992 року затонула на глибині 2 000 метрів (6 600 футів), за 173 км (107 миль) від узбережжя Мозамбіку і за 440 км (270 миль) на північний схід від Мапуту. Незрозуміло, чому перекачування нафти не було зроблено на ранній стадії буксирування, оскільки час був дуже важливий.   Течія Агульяс, що рухається на південь, поширила розлиту нафту в затоку Мапуту, гирла річок Інкоматі та Матола, мангрові болота Монтанхана і Катембе, пляжі Катембе, Полана, Коста-ду-Соль і Байру-дус-Пескадорес, острів Ксефінас і багато інших, що призвело до руйнівних екологічних і соціально-економічних наслідків.
Було заявлено про компенсацію в розмірі 10,7 мільйона доларів, але врешті-решт уряду Мозамбіку було виплачено лише 4,5 мільйона доларів. Причинами такої малої суми компенсації було названо відсутність у Мозамбіку досвіду розгляду морських позовів і те, що Мозамбік не є членом у Міжнародної морської організації. Виплата була здійснена в рамках добровільної схеми компенсації, що діє в нафтовій галузі і відома під назвою TOVALOP. Розслідування після катастрофи виявило значну недбалість з боку власників і капітана танкера «Katina P» непридатний для плавання танкер був запланований до утилізації і прямував з Ріо-де-Жанейро до Бангладеш, де мав бути розбитий на частини. Під час перетину Атлантичного океану він отримав вказівку розвернутися і завантажити мазут у Венесуелі, що прямував до Фуджіри в Об'єднаних Арабських Еміратах.
У 1999 році через Мозамбікську протоку проходило близько 5 000 танкерів на рік. З них 1200 були дуже великими перевізниками нафти, кожен з яких перевозив щонайменше 200 000 тонн. На цій вразливій ділянці узбережжя немає плану дій на випадок забруднення моря, а також немає законодавства, що охоплює компенсацію за шкоду від розливу.

## Інше використання
Ім'я «Katina P» також використовувалося для грецького вантажного пароплава водотоннажністю 1 216 тонн, побудованого в 1900 році компанією Mackie & Thomson з Govan і названого «Roman». У 1906 році його перейменували на «Принц Леопольд Бельгійський», а в 1923 році — на «Анастасіос». У 1927 році перейменовано на «Л. Фафаліос», а в 1929 році — на «Марія». У 1939 році був перейменований на «Катіна П» на честь Г. Я. Папаяннакіса з Пірея в Греції. 7 травня 1941 року, під час німецького вторгнення до Греції, вона була розбомблена і потоплена німецькою авіацією в Астакосі, Греція. 

## Дивись також
- Список розливів нафти